# CrowdStrike
CrowdStrike Holdings, Inc. és una empresa americana de tecnologia de ciberseguretat amb seu a Austin, Texas. Proporciona protecció de càrrega de treball al núvol i seguretat de punt final, intel·ligència d'amenaces i serveis de resposta a ciberatacs. L'empresa ha participat en investigacions de diversos ciberatacs d'alt perfil, com ara el pirateig de Sony Pictures del 2014, els ciberatacs del 2015-16 al Comitè Nacional Democràtic (DNC) i la filtració de correu electrònic del 2016 que implicava el DNC. El juliol de 2024, una actualització defectuosa del seu programari de seguretat va provocar interrupcions d'ordinador global, afectant els viatges aeris, les emissores i altres serveis.

## Història

### Fundació: 2011-2019
CrowdStrike va ser cofundat per George Kurtz (CEO), Dmitri Alperovitch (antic CTO) i Gregg Marston (CFO, retirat) el 2011. El 2012, Shawn Henry, un antic funcionari de l'Oficina Federal d'Investigacions (FBI), va ser contractat per dirigir la filial CrowdStrike Services, Inc., que es va centrar en serveis proactius i de resposta a incidents. El juny de 2013, la companyia va llançar el seu primer producte, CrowdStrike Falcon, que proporcionava protecció de punt final, intel·ligència d'amenaces i atribució.

### Adquisicions: 2020–2024
El setembre de 2020, CrowdStrike va adquirir el proveïdor de tecnologia d'accés condicional i de confiança zero Preempt Security per 96 milions de dòlars. El febrer de 2021, la companyia va adquirir la plataforma danesa de gestió de registres Humio per 400 dòlars milions amb plans per integrar l'agregació de registres d'Humio a l'oferta XDR de CrowdStrike. Més tard aquell novembre, CrowdStrike va adquirir SecureCircle, un servei de ciberseguretat basat en SaaS que amplia la seguretat del punt final de confiança zero per incloure dades. El desembre de 2021, la companyia va traslladar la seva seu central de Sunnyvale, Califòrnia, a Austin, Texas. El 2023, CrowdStrike va presentar el servei CrowdStream en col·laboració amb Cribl.io. CrowdStrike també s'ha centrat a treballar amb el govern dels EUA i vendre els seus serveis a agències governamentals. CrowdStrike es va unir a l'índex S&P 500 el juny de 2024. El 2023, CrowdStrike va adquirir la startup israeliana de ciberseguretat Bionic.ai. El 2024, CrowdStrike va adquirir la startup israeliana Flow Security.

## Investigacions de pirateria russa
CrowdStrike va ajudar a investigar els ciberatacs del Comitè Nacional Demòcrata i una connexió amb els serveis d'intel·ligència russos. El 20 de març de 2017, James Comey va declarar davant el congrés afirmant: "CrowdStrike, Mandiant i ThreatConnect van revisar [ed] l'evidència del pirateig i van concloure [d] amb alta certesa que va ser el treball de l'APT 28 i l'APT 29 qui són coneguts per ser serveis d'intel·ligència russos". Comey va declarar anteriorment el gener de 2017 que es va denegar una sol·licitud per als investigadors forenses de l'FBI per accedir als servidors DNC, dient que "En última instància, el que es va acordar és que l'empresa privada [CrowdStrike] compartiria amb nosaltres el que van veure".

## Incident del 2024

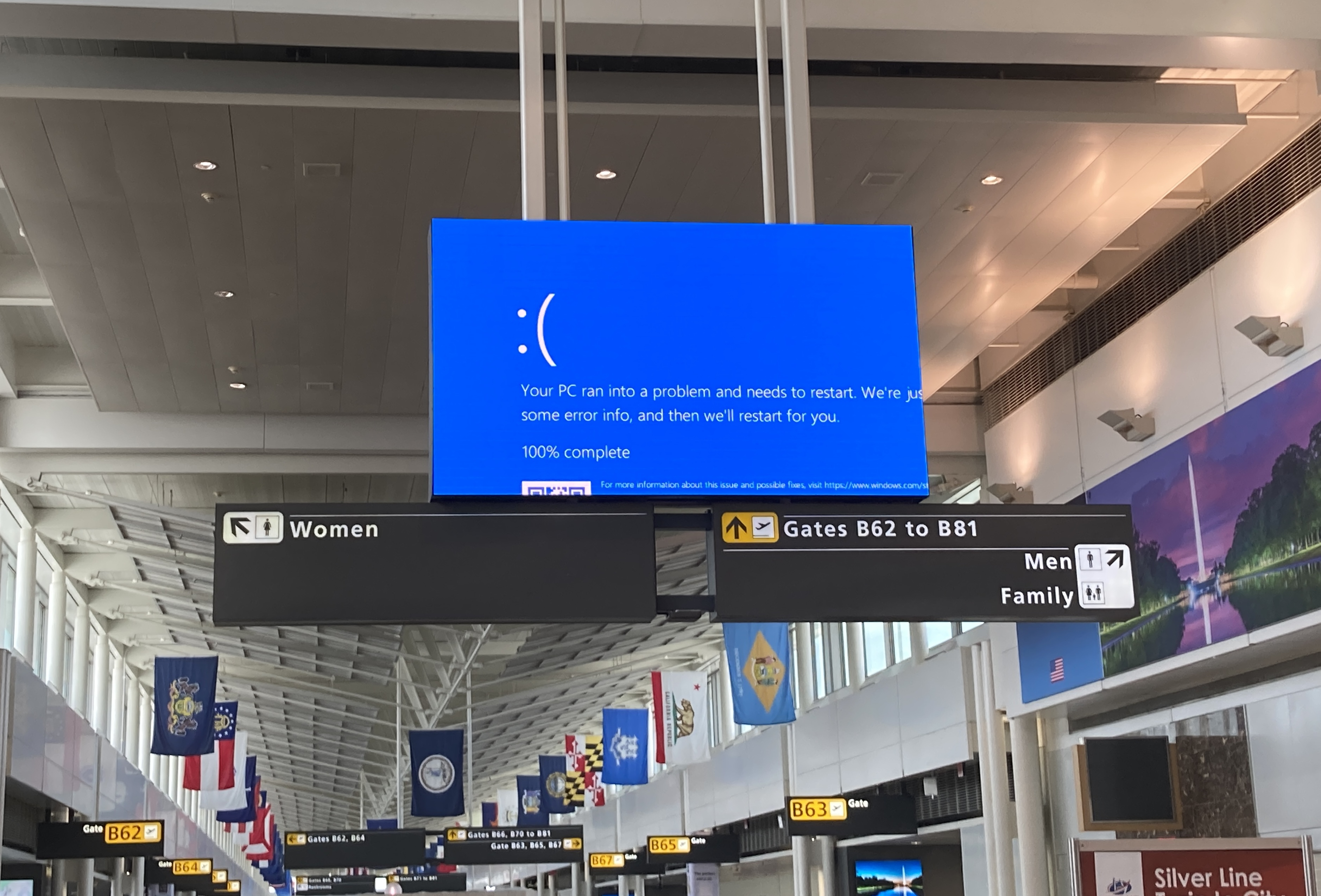
Pantalla blava de la mort en un panell informatiu de l'aeroport de Washington-Dulles

El 19 de juliol de 2024, una actualització defectuosa del programari CrowdStrike va provocar pantalles blaves de mort a les màquines Microsoft Windows, interrompent milions d'ordinadors Windows a tot el món. Les màquines afectades es van forçar a un bucle d'arrencada, la qual cosa les va fer inutilitzables. El temps d'inactivitat va causar un impacte global generalitzat, incloent companyies aèries, aeroports, bancs, hospitals, borses, serveis de radiodifusió i serveis d'emergència.